# Matsufuji Masanobu
Masanobu Matsufuji (松藤 正伸 Matsufuji Masanobu, sinh ngày 27 tháng 4 năm 1992) là một cầu thủ bóng đá người Nhật Bản. Anh thi đấu cho Azul Claro Numazu.

## Sự nghiệp
Masanobu Matsufuji gia nhập câu lạc bộ tại Giải bóng đá Nhật Bản Sony Sendai năm 2015. Anh chuyển đến câu lạc bộ J3 League Azul Claro Numazu năm 2017.